# エンジンの振動
エンジンの振動（エンジンのしんどう）では、レシプロエンジンにおいて、クランクシャフトの回転による振動と、ピストンの上下動による振動について記述する。
クランクシャフトの回転数と同じ周波数の振動を「一次振動」、その2倍の振動を「二次振動」といい、さらに高次の振動もあるが、実際に問題となるのは一次振動、二次振動が主である。
なお、振動の原因はいうまでもなく燃焼・爆発によるエネルギーで、必然的にこうした振動はエンジンにとってのエネルギーロスとなる。レシプロエンジンは、ピストンの往復直線運動をクランク機構で回転運動に変換することで運動エネルギーを取り出す構造である以上、振動をゼロにすることは物理的に不可能であるが、これらをいかに抑えるかが内燃機関における設計の重要な要素となる。

## 単気筒エンジンの振動
レシプロエンジンはクランクシャフトを用いるために、質量をもつクランクピンが回転することによる振動が発生する。この振動はバランスウェイトをクランクピンと反対方向に設けることによって解消される。しかしながら、これだけではピストンとコネクティングロッドが往復運動することによって発生する振動を消すことはできない。そこでさらにバランスウェイトを追加する。ピストンが上死点に達したときに釣り合う分のバランスウェイトが追加された状態を「オーバーバランス率100 %」と言い、この状態ではピストンが運動する方向（直立式シリンダーを例に、上下方向とする）の振動は打ち消される。そのかわり、クランクシャフトが上死点から90°回転したときにオーバーバランスとなり、上下方向の振動が左右方向への振動へと変換された状態となる。そのため、実際のオーバーバランス率は50 %程度に設定される。一次振動を低減するためにバランスシャフトを用いる場合もある。
このような対策の施されていないレース用エンジンの場合、ボルト類の緩み、薄板の亀裂、溶接部分の剥離などの事故につながることがあり、時に、振動の激しさが操縦者に健康上の悪影響を及ぼす場合まである。代表的な例がかつて日本のオートレースライダーの間で職業病として問題となった白蝋病である。

## 主な直列エンジンの振動
直列2気筒エンジンでは、2つのピストンが同じ位相で動く360°クランクの場合は単気筒と同等の振動となり、一方のピストンが上死点のとき、もう一方が下死点となる180°クランクの場合は、二次振動と偶力振動が問題となる。排気量にもよるが、前者の場合は1本の等速シャフト、後者の場合には直列4気筒と同じ2本のバランスシャフトが用いられることがある。
直列3気筒エンジンでは120°クランクを使用して等間隔爆発にすると、一次振動はバランスするが偶力振動によるみそすり運動が問題となり、大きな排気量ではクランクシャフトと等速で逆回転するバランスシャフトが使用される場合もある。180°クランクで不等間隔爆発にした場合は、同排気量の直列2気筒、単気筒エンジンの1/3程度の一次振動になる。
直列4気筒エンジンでは二次振動が問題となるが、クランクシャフトの2倍の回転数でたがいに逆に回転する2本のバランスシャフトにより振動を相殺させることが可能であり、一部の2,000 ccを超える排気量の直4エンジンで使用されている。
直列5気筒エンジンでは直列3気筒と同様に偶力振動によるみそすり運動が問題となり、大きな排気量ではクランクシャフトと等速で逆回転するバランスシャフトが使用される場合もある。
直列6気筒エンジンでは1-6、2-5、3-4の3つのペアに120°ずつのクランク位相角を付けることで、等間隔爆発、かつ、一次振動、二次振動、偶力振動ともバランスするので、もとより振動バランスのよいエンジンである。

## V型エンジンの振動
V型2気筒エンジンではバンク角を90°とすることで一次振動が低減される。90°以外のバンク角も用いられるが、本田技研工業のように振動を低減させるためにクランクにウェブをもうけクランクピンに位相をつける位相クランクを用いている例がある。
V型6気筒エンジンの場合、一次と二次の振動はバランスするがエンジン全体では偶力のアンバランスが発生するために、直列3気筒と同様エンジン全体にみそすり運動が発生する。バンク角が60°ではその回転が真円となるが、他のバンク角では楕円となる。この偶力は60°バンクの場合、クランクシャフトの両端にバランスウェイトをつけることで解消される。
V型8気筒において多くの乗用車用V8エンジンで用いられるのはクロスプレーンと呼ばれるクランクシャフトである。これはクランクシャフト末端から見ると十字にみえることからこう呼ばれる。クロスプレーンでは一次、二次の振動も釣り合うがV6エンジンと同様に偶力が発生するために、これを打ち消すバランスウェイトがクランクシャフト両端もしくは両端とその内側にも追加される。
V型12気筒エンジンはバランスのとれた直列6気筒を二つ繋げた構造で、自ずと一次、二次、偶力の振動がバランスする。近年は水平対向のような180°バンクのV12エンジンが多数ある。
一方レーシングカー用エンジンや一部の市販スポーツカー用エンジンでは、フラットプレーンと呼ばれる直4エンジンと同じクランクシャフトが用いられる。これはクロスプレーンで必要な重いバランスウェイトが必要ないうえ、排気干渉の弊害もないためレスポンス等に優れるが、直4エンジンと同じ二次振動の問題がある。

## その他の形式の振動
直列5気筒エンジンやそれをもとにしたV型10気筒エンジンでは一次の偶力振動が発生するため、バランスシャフトが用いられたこともあったが、今日では用いられない傾向にある。
水平対向4気筒エンジンは向かい合った気筒間で一次振動をお互いに打ち消しあうが、対向する気筒位置のクランクシャフト軸方向へのずれがあるため偶力振動が残る。
水平対向6気筒エンジンは左右3つずつのピストンの運動が同一軸上で対向し互いのピストンが一次振動、二次振動を打ち消し合うためにV型エンジンよりも振動が小さく抑えられる。クランクピンを共有しない180°位相のずれた直列3気筒を左右に組み合わせたような構造のため、左右バンクで発生した偶力振動も相殺される。全長の長い直列6気筒と同様に一次振動、二次振動、偶力振動ともバランスする。

## 完全バランスのエンジン
二次以下の慣性振動が発生しないエンジンを完全バランスと称する場合がある。
一般的に直列6気筒、水平対向6気筒エンジン、V型12気筒の三種はバランスシャフトを用いなくても一次振動、二次振動が相殺され、さらに偶力振動によるみそすり運動も打ち消し合うため、理論上の完全バランスエンジンとされる。直列6気筒、水平対向6気筒ともに六次の振動がわずかに発生するが、直列4気筒と比較してそれぞれ1/3000、1/15000程度の強さであり、ほとんど無視できる。
直列6気筒をシルキー6と呼ぶ根拠は、その振動の少なさによる。余計なウェイトやシャフトを用いないシンプルな構造で回転効率にも優れる。かつて欧州の高級車が好んで用いた理由でもあるが、昨今の少排気量化の流れにより採用例は少なくなっている。
クランクシャフト回転方向を逆にした、直列対向ピストン機関も振動は少ない。